# Фань Сяньжун
Фань Сяньжун (кит. 范先荣) (24 березня 1963, Чунцін, КНР) — китайський дипломат. Надзвичайний і Повноважний Посол КНР в Україні (2020—2024).

## Життєпис
Народився 24 березня 1963 у місті Чунцін, в Південно-Східній частині КНР. В середній школі розпочав вивчення російської мови, після її закінчення вступив до Пекінський інститут іноземних мов і став філологом російської мови. Після інституту, витримавши серйозну конкуренцію при відборі, почав працювати в Міністерстві закордонних справ КНР.
У 1992 був у складі передової групи китайських дипломатів, які прибули до Києва відкривати Посольство Китайської Народної Республіки в Україні.
У 2001—2004 працював в Москві радником посольства з російсько-китайських відносин. Потім Генеральним консулом КНР у Хабаровську (2004—2008); Радником Міністерства закордонних справ КНР (2008—2010); Надзвичайним і Повноважним Послом КНР в Таджикистані (2010-2015); Був керівником служби зовнішніх зв'язків Нінся-Хуейського автономного району (національна меншина «китайських мусульман» дунган) (2015—2017);
Повноважним міністром Посольства КНР в Росії (2017—2020);
У лютому 2020 року — призначений Надзвичайним і Повноважним Послом Китайської Народної Республіки в Україні.
10 березня 2020 вручив копії вірчих грамот Заступнику міністра закордонних справ України Василю Боднарю.
24 березня 2020 вручив вірчі грамоти Президенту України Володимиру Зеленському.

## Сім'я
- дружина — Чжао Сянжун — генеральний консул КНР в Одесі (2016—2018)